# Landkreis Horb
Der Landkreis Horb war ein Landkreis in Baden-Württemberg, der im Zuge der Kreisreform am 1. Januar 1973 aufgelöst wurde.

## Geografie

### Lage
Der Landkreis Horb lag in der südlichen Mitte Baden-Württembergs.
Geografisch hatte er hauptsächlich Anteil an den Ausläufern des Schwarzwaldes.

### Nachbarkreise
Seine Nachbarkreise waren 1972 im Uhrzeigersinn beginnend im Norden Calw, Böblingen, Tübingen, Hechingen, Balingen, Rottweil und Freudenstadt, wobei der westliche Teil des Landkreises Hechingen den Landkreis Horb in etwa zwei gleich große Teile unterteilte. Im nördlichen Teil lag die Kreisstadt Horb am Neckar, im südlichen Teil die Stadt Sulz am Neckar.

## Geschichte
Das Gebiet des Landkreises Horb gehörte vor 1800 überwiegend zu Vorderösterreich und zum Herzogtum Württemberg sowie zu einigen kleineren Herrschaften. Daher gab es schon vor 1800 ein Oberamt Sulz. 1806 wurde das Oberamt Horb gebildet. Zwischen den Oberämtern Horb und Sulz lag ein hohenzollerischer Gebietsstreifen.
Beide Oberämter gehörten ab 1810 zur Landvogtei am mittleren Neckar und ab 1818 zum Schwarzwaldkreis, der 1924 aufgelöst wurde. In der Zwischenzeit wechselten einzelne Orte ihre Oberamtszugehörigkeit. 1934 wurden die beiden Oberämter in Kreise umbenannt, und 1938 wurde der Kreis Sulz aufgelöst. Der größte Teil kam zum Landkreis Horb, der somit fortan aus zwei getrennten Gebietsteilen bestand. Nach dem Zweiten Weltkrieg kam der Landkreis zum neuen Bundesland Württemberg-Hohenzollern und nach der Länderneugliederung 1952 im Südwesten zu Baden-Württemberg. Hier gehörte er zunächst zum Regierungsbezirk Südwürttemberg-Hohenzollern.
Durch die Gemeindereform der 1970er Jahre veränderte sich das Kreisgebiet mehrmals. Am 1. Dezember 1971 wurden die Gemeinden Gündringen, Schietingen und Vollmaringen in die Stadt Nagold eingegliedert und kamen dadurch zum Landkreis Calw. Gleichzeitig wurde Wiesenstetten in die Gemeinde Empfingen eingegliedert und kam dadurch zum Landkreis Hechingen (später jedoch insgesamt zum Landkreis Freudenstadt). Am 1. April 1972 wurde die Gemeinde Bieringen in die Stadt Rottenburg am Neckar eingegliedert und kam dadurch zum Landkreis Tübingen.
Mit Wirkung vom 1. Januar 1973 wurde der Landkreis Horb aufgelöst. Sein nördliches Gebiet (20 Gemeinden) kam zum vergrößerten Landkreis Freudenstadt. Der südliche Teil (16 Gemeinden) kam zum Landkreis Rottweil. Acht Gemeinden kamen zum vergrößerten Landkreis Tübingen, zu dem seit April 1972 bereits Bieringen gehörte und eine weitere Gemeinde kam zum ebenfalls vergrößerten Landkreis Calw, zu dem drei Gemeinden bereits seit 1971 gehörten. Somit ist Horb neben Hechingen der einzige ehemalige Landkreis in Baden-Württemberg, dessen Gebiet heute in drei verschiedenen Regierungsbezirken liegt. Rechtsnachfolger des Landkreises Horb wurde der Landkreis Freudenstadt.

## Einwohnerentwicklung
Alle Einwohnerzahlen sind Volkszählungsergebnisse.
| Jahr               | Einwohner |
| ------------------ | --------- |
| 17. Mai 1939       | 35.525    |
| 13. September 1950 | 38.838    |
| 6. Juni 1961       | 42.168    |
| 27. Mai 1970       | 48.338    |

## Politik

### Landrat
Die Landräte des Landkreises Horb 1938–1972:
- 1938–1942: Albert Eitel
- 1943–1945: Karl Knapp (Amtsverweser)
- 1945–1946: Albert Eitel (kommissarisch)
- 1946: Wilhelm Trautmann (Amtsverweser)
- 1946: Friedrich Wilhelm Haugg (kommissarisch)
- 1946–1947: Alfons Maria Röhrle (Amtsverweser)
- 1947–1957: Hugo Schneider
- 1958–1965: Johann Georg Frank
- 1966–1972: Karl Georg Kruspe

Die Oberamtmänner des ehemaligen Oberamts finden sich unter Oberamt Horb.

### Wappen
Das Wappen des Landkreises Horb zeigte in von Rot und Gold gespaltenem Schild vorne einen silbernen Balken, hinten übereinander drei liegende schwarze Hirschstangen. Das Wappen wurde vom Innenministerium Baden-Württemberg am 11. Juli 1961 verliehen.
Der silberne Balken symbolisiert Österreich, die Hirschstangen Württemberg, die beiden ehemaligen Herren über das Kreisgebiet.

## Wirtschaft und Infrastruktur

### Verkehr
Durch das Kreisgebiet führte keine Bundesautobahn (Die A 81 gab es damals noch nicht). Daher wurde er nur durch die Bundesstraßen 14 und 32 sowie durch mehrere Landes- und Kreisstraßen erschlossen.

## Gemeinden
Zum Landkreis Horb gehörten ab 1938 zunächst 49 Gemeinden, davon 3 Städte.
Am 7. März 1968 stellte der Landtag von Baden-Württemberg die Weichen für eine Gemeindereform. Mit dem Gesetz zur Stärkung der Verwaltungskraft kleinerer Gemeinden war es möglich, dass sich kleinere Gemeinden freiwillig zu größeren Gemeinden vereinigen konnten. Den Anfang im Landkreis Horb machten am 1. Juli 1971 mehrere Gemeinden, darunter Orte, die sich mit der Stadt Horb am Neckar vereinigten. In der Folgezeit reduzierte sich die Zahl der Gemeinden stetig, bis der Landkreis Horb schließlich am 1. Januar 1973 aufgelöst wurde.
Größte Gemeinde des Landkreises war die Kreisstadt Horb am Neckar, kleinste Gemeinde war Ihlingen.
In der Tabelle stehen die Gemeinden des Landkreises Horb vor der Gemeindereform. Die Einwohnerangaben beziehen sich auf die Volkszählungsergebnisse in den Jahren 1961 und 1970.
| frühere Gemeinde      | heutige Gemeinde     | heutiger Landkreis | Einwohner am 6. Juni 1961 | Einwohner am 27. Mai 1970 |
| --------------------- | -------------------- | ------------------ | ------------------------- | ------------------------- |
| Ahldorf               | Horb am Neckar       | Freudenstadt       | 515                       | 573                       |
| Altheim               | Horb am Neckar       | Freudenstadt       | 1066                      | 1158                      |
| Baisingen             | Rottenburg am Neckar | Tübingen           | 776                       | 822                       |
| Bergfelden            | Sulz am Neckar       | Rottweil           | 1027                      | 1264                      |
| Bettenhausen          | Dornhan              | Rottweil           | 264                       | 250                       |
| Bieringen             | Rottenburg am Neckar | Tübingen           | 574                       | 550                       |
| Bierlingen            | Starzach             | Tübingen           | 779                       | 872                       |
| Bildechingen          | Horb am Neckar       | Freudenstadt       | 602                       | 850                       |
| Bittelbronn           | Horb am Neckar       | Freudenstadt       | 410                       | 454                       |
| Börstingen            | Starzach             | Tübingen           | 510                       | 599                       |
| Dornhan, Stadt        | Dornhan              | Rottweil           | 1929                      | 2236                      |
| Dürrenmettstetten     | Sulz am Neckar       | Rottweil           | 489                       | 508                       |
| Eckenweiler           | Rottenburg am Neckar | Tübingen           | 239                       | 244                       |
| Ergenzingen           | Rottenburg am Neckar | Tübingen           | 1763                      | 2413                      |
| Eutingen              | Eutingen im Gäu      | Freudenstadt       | 1177                      | 1245                      |
| Felldorf              | Starzach             | Tübingen           | 402                       | 447                       |
| Fürnsal               | Dornhan              | Rottweil           | 328                       | 303                       |
| Göttelfingen          | Eutingen im Gäu      | Freudenstadt       | 403                       | 417                       |
| Grünmettstetten       | Horb am Neckar       | Freudenstadt       | 590                       | 655                       |
| Gündringen            | Nagold               | Calw               | 751                       | 784                       |
| Hochdorf              | Nagold               | Calw               | 1165                      | 1335                      |
| Holzhausen            | Sulz am Neckar       | Rottweil           | 517                       | 650                       |
| Hopfau                | Sulz am Neckar       | Rottweil           | 633                       | 638                       |
| Horb am Neckar, Stadt | Horb am Neckar       | Freudenstadt       | 4266                      | 5001                      |
| Ihlingen              | Horb am Neckar       | Freudenstadt       | 116                       | 183                       |
| Isenburg              | Horb am Neckar       | Freudenstadt       | 309                       | 301                       |
| Leinstetten           | Dornhan              | Rottweil           | 557                       | 587                       |
| Marschalkenzimmern    | Dornhan              | Rottweil           | 860                       | 944                       |
| Mühlen am Neckar      | Horb am Neckar       | Freudenstadt       | 773                       | 964                       |
| Mühlheim am Bach      | Sulz am Neckar       | Rottweil           | 720                       | 887                       |
| Mühringen             | Horb am Neckar       | Freudenstadt       | 833                       | 845                       |
| Nordstetten           | Horb am Neckar       | Freudenstadt       | 1155                      | 1431                      |
| Obertalheim           | Horb am Neckar       | Freudenstadt       | 720                       | 949                       |
| Renfrizhausen         | Sulz am Neckar       | Rottweil           | 482                       | 496                       |
| Rexingen              | Horb am Neckar       | Freudenstadt       | 1053                      | 1116                      |
| Rohrdorf              | Eutingen im Gäu      | Freudenstadt       | 440                       | 458                       |
| Salzstetten           | Waldachtal           | Freudenstadt       | 1018                      | 1251                      |
| Schietingen           | Nagold               | Calw               | 296                       | 363                       |
| Sigmarswangen         | Sulz am Neckar       | Rottweil           | 580                       | 608                       |
| Sulz am Neckar, Stadt | Sulz am Neckar       | Rottweil           | 4247                      | 4575                      |
| Sulzau                | Starzach             | Tübingen           | 277                       | 331                       |
| Untertalheim          | Horb am Neckar       | Freudenstadt       | 753                       | 885                       |
| Vöhringen             | Vöhringen            | Rottweil           | 1881                      | 2237                      |
| Vollmaringen          | Nagold               | Calw               | 666                       | 873                       |
| Wachendorf            | Starzach             | Tübingen           | 671                       | 746                       |
| Weiden                | Dornhan              | Rottweil           | 619                       | 736                       |
| Weitingen             | Eutingen im Gäu      | Freudenstadt       | 906                       | 1105                      |
| Wiesenstetten         | Empfingen            | Freudenstadt       | 373                       | 383                       |
| Wittershausen         | Vöhringen            | Rottweil           | 688                       | 816                       |

## Kfz-Kennzeichen
Am 1. Juli 1956 wurde dem Landkreis bei der Einführung der bis heute gültigen Kfz-Kennzeichen das Unterscheidungszeichen HOR zugewiesen. Es wurde bis zum 31. Dezember 1972 ausgegeben. Seit dem 2. Dezember 2013 ist es aufgrund der Kennzeichenliberalisierung im Landkreis Freudenstadt erhältlich.